# Equação de Fokker–Planck
A equação de Fokker–Planck, denominada assim por Adriaan Fokker e Max Planck, e também conhecida como equação avançada de Kolmogórov (por Andréi Kolmogórov, quem primeiro a introduziu em um artigo de 1931 ), descreve a evolução temporal da função de densidade de probabilidade que mostra a posição e a velocidade de uma partícula, ainda que possa ser generalizada a outro tipo de variáveis. A equação é aplicável a sistemas que possam ser descritos por um pequeno número de "macrovariáveis", onde outros parâmetros variam tão rapidamente com o tempo que podem ser tratados como "ruído" ou uma perturbação.

## História
O primeiro uso da equação de Fokker-Planck foi a descrição estatística do movimento browniano de uma partícula no seio de um fluido. O movimento browniano segue a equação de Langevin, que pode ser resolvida para diferentes perturbações estocásticas, mediante resultados médio. Entretanto, como alternativa a este procedimento, pode-se usar a equação de Fokker-Planck e considerar uma densidade de probabilidade da posição e do tempo, {\displaystyle {\mathcal {P}}(\mathbf {x} ,t)}. Esta distribuição de probabilidade dependente do tempo pode ainda depender de um conjunto de N macrovariáveis {\displaystyle \ x_{i}}, de tal maneira que o movimento browniano em questão pode ser representado por uma equação de Fokker-Planck da forma:
{\displaystyle {\frac {\partial {\mathcal {P}}}{\partial t}}=\left[-\sum _{i=1}^{N}{\frac {\partial }{\partial x_{i}}}D_{i}^{1}(x_{1},\ldots ,x_{N})+\sum _{i=1}^{N}\sum _{j=1}^{N}{\frac {\partial ^{2}}{\partial x_{i}\,\partial x_{j}}}D_{ij}^{2}(x_{1},\ldots ,x_{N})\right]{\mathcal {P}}}
onde:
{\displaystyle D^{1}} é o termo de arraste, que é dado por um vetor.
{\displaystyle D^{2}} é  termo difusivo, que é dado por uma matriz.

## Relação com as equações diferenciais estocásticas
A equação de Fokker–Planck pode ser usada para calcular a densidade de probabilidade associada a uma equação diferencial estocástica. Por exemplo, à equação diferencial de Itō:
{\displaystyle \mathrm {d} \mathbf {X} _{t}={\boldsymbol {\mu }}(\mathbf {X} _{t},t)\,\mathrm {d} t+{\boldsymbol {\sigma }}(\mathbf {X} _{t},t)\,\mathrm {d} \mathbf {W} _{t},}
onde:
{\displaystyle \mathbf {X} _{t}\in \mathbb {R} ^{N}} é o estado do sistema.
{\displaystyle \mathbf {W} _{t}\in \mathbb {R} ^{M}} caracteriza um processo de Wiener padrão M-dimensional.
Se a distribuição inicial é dada por {\displaystyle \mathbf {X} _{0}\sim {\mathcal {P}}(\mathbf {x} ,0)}, então a densidade de probabilidade {\displaystyle {\mathcal {P}}(\mathbf {x} ,t)} do estado {\displaystyle \mathbf {X} _{t}} é dada pela equação de Fokker–Planck com o termo de arraste e o termo de difusão dado por:
{\displaystyle D_{i}^{1}(\mathbf {x} ,t)=\mu _{i}(\mathbf {x} ,t)\qquad D_{ij}^{2}(\mathbf {x} ,t)={\frac {1}{2}}\sum _{k}\sigma _{ik}(\mathbf {x} ,t)\sigma _{kj}^{\mathsf {T}}(\mathbf {x} ,t).}

### Exemplos
Um processo de Wiener escalar gerado pela equação diferencial estocástica:
{\displaystyle \ \mathrm {d} X_{t}=\mathrm {d} W_{t}.}
que tem um termo de arraste nulo, um termo e uma matriz de difusão dada pelo coeficiente 1/2, tem uma densidade de probabilidade dada pela seguinte equação de Fokker-Planck:
{\displaystyle {\frac {\partial {\mathcal {P}}(x,t)}{\partial t}}={\frac {1}{2}}{\frac {\partial ^{2}{\mathcal {P}}(x,t)}{\partial x^{2}}}}
que resulta ser precisamente a forma mais sensível possível da lei de Fick para a difusão.

## Considerações computacionais
Movimento Browniano seege a equação de Langevin, a qual pode ser resolvida para muitas esforços estocásticos com os resultados sendo a média (o método de Monte Carlo, conjunto canônico em dinâmica molecular). Entretanto, ao invés da abordagem de computação intensiva, pode-se usar a equação de Fokker–Planck e considerar a probabilidade {\displaystyle {\mathcal {P}}(\mathbf {v} ,t)d\mathbf {v} } da partícula tendo uma velocidade no intervalo {\displaystyle (\mathbf {v} ,\mathbf {v} +d\mathbf {v} )} quando ele inicia seu movimento com {\displaystyle \mathbf {v} _{0}} no tempo 0.

## Solução
Sendo uma equação diferencial parcial, a equação de Fokker–Planck pode ser resolvida analiticamente somente em casos especiais. Uma analogia formal da equação Fokker–Planck com a equação de Schrödinger permite o uso de técnicas avançadas de operador conhecidas da mecânica quântica para sua solução em um número de casos.
Em muitas aplicações, tem-se somente interesse na distribuição de probabilidade do estado estacionário {\displaystyle {\mathcal {P}}_{0}(x)}, o qual pode ser encontrado de {\displaystyle {\dot {\mathcal {P}}}_{0}(x)=0}.
O cálculo das médias dos tempos de primeira passagem e as probabilidades de separação podem ser reduzidas para a solução de uma equação diferencial ordinária que está intimamente relacionada com a equação de Fokker-Planck.

## Casos particulares com solução e inversão conhecidas
Em matemática financeira para a modelagem do "sorriso da volatilidade" de opções via a volatilidade local, tem-se o problema de obter um coeficiente de difusão {\displaystyle {\sigma }(\mathbf {X} _{t},t)} consistentente com uma densidade de probabilidade obtida das quotas opção do mercado. O problema é portanto, uma inversão da equação de Fokker Planck: Dada a densidade P(x,t) da opção subjacente a X deduzida da opção de mercado, objetiva-se encontrar a volatilidade local {\displaystyle {\sigma }(\mathbf {X} _{t},t)} consistentente com P. Isto é um problema inverso que foi solucionado de maneira genérica por Dupire (1994, 1997) com uma solução não paramétrica. Brigo e Mercurio (2002, 2003) propuseram uma solução na forma paramétrica via uma volatilidade local particular {\displaystyle {\sigma }(\mathbf {X} _{t},t)} consistentente com uma solução da equação de Fokker–Planck dada por uma mistura de distribuição. Mais informação está disponível também em Fengler (2008), Gatheral (2008) e Musiela e Rutkowski (2008).

## Equação de Fokker–Planck e integração funcional
Cada equação de Fokker–Planck é equivalente a uma integração funcional. A formulação de integração funcional é um excelente ponto de partida para a aplicação de métodos de teoria de campos. É usada, por exemplo, em dinâmica crítica.
Uma derivação da integração funcional é possível da mesma maneira em mecânica quântica, simplesmente porque a equação de Fokker–Planck é formalmente equivalente à equação de Schrödinger. Aqui estão etapas para a equação de Fokker–Planck (FP) com uma variável x.
Escreva a equação FP na forma
{\displaystyle \partial _{t}\,{\mathcal {P}}\left(x^{\prime },t\right)=\int _{-\infty }^{\infty }dx\left(\left[D_{1}\left(x,t\right){\frac {\partial }{\partial x}}+D_{2}\left(x,t\right){\frac {\partial ^{2}}{\partial x^{2}}}\right]\delta \left(x^{\prime }-x\right)\right){\mathcal {P}}\left(x,t\right).}
Integre sobre um intervalo de tempo {\displaystyle \varepsilon },
{\displaystyle {\mathcal {P}}\left(x^{\prime },t+\varepsilon \right)=\int _{-\infty }^{\infty }\,dx\left(\left(1+\varepsilon \left[D_{1}\left(x,t\right){\frac {\partial }{\partial x}}+D_{2}\left(x,t\right){\frac {\partial ^{2}}{\partial x^{2}}}\right]\right)\delta \left(x^{\prime }-x\right)\right){\mathcal {P}}\left(x,t\right)+O\left(\varepsilon ^{2}\right).}
Inserindo a integral de Fourier
{\displaystyle \delta \left(x^{\prime }-x\right)=\int _{-i\infty }^{i\infty }{\frac {d{\tilde {x}}}{2\pi i}}e^{{\tilde {x}}\left(x-x^{\prime }\right)}}
para a função {\displaystyle \delta },
{\displaystyle {\begin{aligned}{\mathcal {P}}\left(x^{\prime },t+\varepsilon \right)&=\int _{-\infty }^{\infty }dx\int _{-i\infty }^{i\infty }{\frac {d{\tilde {x}}}{2\pi i}}\left(1+\varepsilon \left[{\tilde {x}}D_{1}\left(x,t\right)+{\tilde {x}}^{2}D_{2}\left(x,t\right)\right]\right)e^{{\tilde {x}}\left(x-x^{\prime }\right)}{\mathcal {P}}\left(x,t\right)+O\left(\varepsilon ^{2}\right)\\&=\int _{-\infty }^{\infty }dx\int _{-i\infty }^{i\infty }{\frac {d{\tilde {x}}}{2\pi i}}\exp \left(\varepsilon \left[-{\tilde {x}}{\frac {\left(x^{\prime }-x\right)}{\varepsilon }}+{\tilde {x}}D_{1}\left(x,t\right)+{\tilde {x}}^{2}D_{2}\left(x,t\right)\right]\right){\mathcal {P}}\left(x,t\right)+O\left(\varepsilon ^{2}\right).\end{aligned}}}
Esta equação expressa {\displaystyle {\mathcal {P}}\left(x^{\prime },t+\varepsilon \right)} como funcional de {\displaystyle {\mathcal {P}}\left(x,t\right)}. Por meio de interações em {\displaystyle \left(t^{\prime }-t\right)/\varepsilon } vezes e obtendo o limite {\displaystyle \varepsilon \longrightarrow 0} resulta a integração funcional com Lagrangiano
{\displaystyle L=\int dt\left[{\tilde {x}}D_{1}\left(x,t\right)+{\tilde {x}}^{2}D_{2}\left(x,t\right)-{\tilde {x}}{\frac {\partial x}{\partial t}}\right].}
As variáveis {\displaystyle {\tilde {x}}} conjugadas a {\displaystyle x} são chamadas "variáveis resposta".
Embora formalmente equivalentes, problemas diferentes podem ser resolvidos mais facilmente na equação de Fokker–Planck ou a formulação de integração funcional. A distribuição de equilíbrio por exemplo pode ser obtida mais diretamente da equação de Fokker–Planck.